# Waukomis
La ville américaine de Waukomis est située dans le comté de Garfield, dans l’Oklahoma. Lors du recensement de 2010, sa population s’élevait à 1 286 habitants.

## Source
- (en) Cet article est partiellement ou en totalité issu de l’article de Wikipédia en anglais intitulé « Waukomis, Oklahoma » (voir la liste des auteurs).